# Colledimacine
Colledimacine (Còlle de Màcene in abruzzese) è un comune italiano di 151 abitanti della provincia di Chieti in Abruzzo facente parte dell'unione dei comuni montani Maiella orientale-Verde Aventino.

## Origini del nome
La prima parte del nome deriva dal latino collis che significa "altura", mentre la seconda dal latino macina.

## Storia
Le prime notizie storiche certe sono da ricercare nei registri angioini del 1269, quando il paese fu feudo delle famiglie Galgano, Oderisio e Bifero. In seguito il paese passò, nell'ordine, ai Biondo, ai Cantelmo, a Tiberio d'Ugno di Guardiagrele, conte di Acquaviva e Vallefredda, e ai Barbolani, i quali trasformarono il castello in palazzo residenziale, mantenendo originario il portale del XVI secolo. Nel XVIII secolo Colledimacine fu dominio della signoria di Domenico Trasmondi di Sulmona.

### Simboli
Lo stemma e il gonfalone del comune di Colledimacine sono stati concessi con decreto del presidente della Repubblica del 14 febbraio 1966.
Il gonfalone è un drappo di giallo.

## Onorificenze
Colledimacine è tra le città decorate al valor militare per la guerra di liberazione, insignito della croce di guerra al valor militare per i sacrifici delle sue popolazioni e per l'attività nella lotta partigiana durante la seconda guerra mondiale:

## Monumenti e luoghi d'interesse

### Ex chiesa di San Rocco
È sita in piazza Barbolani di fronte al palazzo che dà il nome allo spiazzale. Attualmente la chiesa è residenza dell'arciprete. Mancano fonti che provano l'edificazione dell'edificio. Tuttavia un'iscrizione sulla torre prova la sua fondazione nel 1874 con testuali parole:
IL CONTE RAFFAELE ULISSE BARBOLANI AL SUO PAESE.
La chiesa, invece, pare avere aperture e portali di origine medievale. Le pareti sono in pietra calcarea smussata mentre i cantonali sono in conci di pietra. Il portale in pietra lavorata e i resti delle monofore siti sull'originaria facciata della chiesa attestano che l'abitato sia abitato già dall'epoca medievale.

### Chiesa di San Nicola di Bari
È sita a ridosso del Palazzo Barbolani. Varie ipotesi fanno presupporre che l'edificio sia stato costruito nel XVIII secolo. L'ingresso è preceduto da una grande scalinata d'accesso. La facciata principale è a struttura a capanna. Sopra il portale vi sono uno stemma e un'apertura circolare. L'interno è a tre navate, di cui la navata principale è con volte a botte e lunette in corrispondenza dei collegamenti con le navate laterali. L'abside è posta in fondo alla navata centrale. All'interno, inoltre, vi sono le statue della Madonna delle Coste, di San Nicola e di Sant'Emidio, il patrono del paese è san Mariano.

### Palazzo Baroni Barbolani
È sito nella piazza eponima. L'edificio è composto di due blocchi disposti a forma di "L". L'orografia del luogo determina un dislivello così pronunciato che la facciata principale è suddivisa in tre livelli mentre il resto del corpo di fabbrica è suddiviso in due. Il fabbricato è costruito sui resti dell'antico castello medievale. Il nuovo stabile viene fatto risalire al XVIII secolo anche se il primo documento che descrive questa costruzione è un documento di proprietà del 1875. Durante la seconda guerra mondiale un bombardamento causò dei seri danni all'edificio. L'impianto originario è molto rimaneggiato causa delle varie perdite della struttura. La facciata è suddivisa in quattro assi. Il palazzo è realizzato con pietra calcarea e scaglie e pezzi di laterizio come rifiniture. I vari piani sono scanditi all'esterno con delle cornici marcapiano. In alcuni punti vi sono delle decorazioni che ricordano i triglifi. Nella facciata retrostante vi sono dei ruderi di una costruzione addossata al palazzo baronale, segno che le modifiche della villa baronale hanno eliminato alcune strutture dell'impianto originario. Altri resti del primitivo impianto presentano elementi fortificati.

### Fonte Comunale
È sita in via Roma. È costituita da due livelli: il corpo con le cinque cannelle e il vano lavatoio. La parte superiore è stata recentemente restaurata, la parte inferiore, invece, versa in pessime condizioni. Il blocco con le cannelle è in laterizio con, in cima, un coronamento e l'iscrizione della data di fabbricazione che ci riporta al 1893 lapideo.

## Cultura

### Eventi
- 11 agosto: festa di San Mariano.[14]

## Società

### Evoluzione demografica
Abitanti censiti

## Amministrazione
| Periodo        | Periodo        | Primo cittadino        | Partito                                                                                | Carica  | Note          |
| -------------- | -------------- | ---------------------- | -------------------------------------------------------------------------------------- | ------- | ------------- |
| 6 giugno 1993  | 27 aprile 1997 | Pio Ercole D'Ippolito  | indipendente                                                                           | sindaco | [ 16 ]        |
| 28 aprile 1997 | 13 maggio 2001 | Ugo Falcone            | lista civica di centro                                                                 | sindaco | [ 17 ]        |
| 14 maggio 2001 | 28 maggio 2006 | Camilla Lucia D'Alonzo | lista civica                                                                           | sindaco | [ 18 ]        |
| 29 maggio 2006 | 4 giugno 2016  | Graziano Di Berardino  | lista civica di centro-sinistra (2006-2011) Lista civica Per Colledimacine (2011-2016) | sindaco | [ 19 ] [ 20 ] |
| 5 giugno 2016  | in carica      | Andrea Schina          | Lista civica Insieme per Colledimacine                                                 | sindaco | [ 21 ] [ 1 ]  |